# 卡拉卡爾半自動手槍
卡拉卡爾手槍（英語：Caracal pistol）是一系列由阿拉伯联合酋长国Tawazun Holding企業的槍械製造分公司卡拉卡爾國際公司所研製及生產的一系列聚合物底把式半自動手槍。卡拉卡爾手槍系列亦是阿拉伯聯合酋長國第一批完全本土生產的手槍。該手槍系列分為三種尺寸與四種口徑，分別發射9×19毫米、9×21毫米IMI、.357 SIG和.40 S&W口徑的手枪子彈。

## 研發歷史
從2002年開始，歐洲武器設計師和專家團隊與阿拉伯聯合酋長國武裝部隊合作，開始研發一系列現代手槍和配件。研發團隊是由之前曾設計過斯泰爾M系列手槍的奥地利藉槍械設計師威廉·布拔斯（英語：Wilhelm Bubits）所領導。
在投入正式生產之前，卡拉卡爾手槍通過了獨立的測試評估。這些測試是在位於德国梅彭的聯邦國防軍武器和彈藥技術中心（WTD 91）所進行，其中包括冶金和復合分析、功能適用性和質量評估、擊發耐性、環境暴露、安全性和準確性的測試。2006年5月，德國聯邦國防軍武器和彈藥技術中心（WTD 91）發出了一份證明書，該證書證明它已經順利地符合北約D14標準，以及德國聯邦警察標準和德國聯邦武裝部隊技術採購要求。這些測試是有史以來制式槍械設計的最嚴格的測試協議。
直到2006年底，卡拉卡爾國際公司註冊成立為在阿布扎比的公司。因此，海湾阿拉伯国家合作委员会首度建立了其手槍製造業的基礎。
2007年阿布扎比舉辦的国际防务展以上，該手槍首度正式亮相。
2007年2月，海湾阿拉伯国家合作委员会各國的多個軍隊和安全部隊訂購共25,000把卡拉卡爾F型9毫米口徑手槍。截至2008年4月，卡拉卡爾手槍目前是阿拉伯聯合酋長國、巴林和約旦的新型制式手槍。2008年11月17日，阿拉伯聯合酋長國和阿爾及利亞成立了一個聯合委員會，以測試卡拉卡爾手槍並供阿爾及利亞進一步採用。卡拉卡爾手槍最初亦被定於歐洲市場推出，並於2009年初向奧地利客戶提供；這消息在2009年阿布扎比国际防务展以上得到糾正，當時卡拉卡爾宣布意大利的一條出口線將會“在阿布扎比国际防务展之後立即交付第一批樣品”起開始。結果在2009年4月18日至21日，意大利布雷西亚舉辦的EXA世博會期間，卡拉卡爾於民用／運動射擊遊戲市場展區上推出，並且宣佈由意大利武器公司Fratelli Tanfoglio S.N.C進口。
2009年1月15日，卡拉卡爾獲得了美國的出口許可證，這使得其能夠將其產品運往美國。根據卡拉卡爾的商業總監賽義德·阿里·沙姆西（Saeed Ali Al Shamsi）的說法，菸酒槍炮及爆裂物管理局於2009年5月批准了該槍在美國的銷售，公司計劃在2010年開始在美國推出該槍，其手槍在北美的售價高達＄720（AED2,650）。
除了北約和其他眾多國家軍隊標準的9×19毫米帕拉贝鲁姆口徑以外，生產商還製成這款手槍的9×21毫米IMI、.357 SIG和.40 S&W口徑型號。在2009年阿布扎比国际防务展以上，該公曾司宣布正在開展以.45 ACP口徑卡拉卡爾手槍的研製工作，並且正在為軍事組織客戶研製5.7×28毫米FN和4.6×30毫米HK系列的小口徑／高初速（SCHV，Small-Caliber/High-Velocity）彈藥。
2013年10月，原來的卡拉卡爾手槍產品線被生產商除名。最初的型號系列被CP660、CP661和CP662型號所取代，這些型號亦與原來的卡拉卡爾F、C和SC型手槍型號非常相似，但重新設計時追加了戰術導軌。2015年，CP660、CP661和CP662型號被除名，而卡拉卡爾F和C型再度上市。新型的卡拉卡爾F和C型號在扳機機構裝有兩根插銷，而被召回的型號只有一根插銷。
在2016年的SHOT Show（美國著名槍展）以上，卡拉卡爾和威爾考克斯工業（Wilcox Industries）宣布了一項全新的戰略合作關係，並將會在威爾考克斯在新罕布什尔州紐因頓的世界級生產工廠首度在美國本土生產卡拉卡爾手槍。
在2017年SHOT Show以上，美國卡拉卡爾公司展出了美國本土製造的增強F型手槍，其新功能包括召回以後重新設計的保險系統，該系統由一體化扳機保險裝置、擊鐵保險和防掉落保險、套筒前端的鋸齒狀防滑紋和燕尾槽式瞄準具。增強F型的建議售價為＄599。預計的消費者於2017年3月中旬起可以購入使用。增強F型衍生型比原來的F型手槍稍為加重40克（1.41盎司）。

### 展示

#### 意大利
2009年10月9日，卡拉卡爾國際公司和Tanfoglio在羅馬附近的Futura俱樂部射擊場為意大利軍隊和執法機關的代表舉行了簡介和射擊測試活動。參與的意大利警察和軍隊代表包括以下成員：
- 國家警察（英语：Polizia di Stato）中央保安行動局（英语：Nucleo Operativo Centrale di Sicurezza）
- 卡賓槍騎兵特別干預組
- 空軍第17特戰聯隊（英语：17º Stormo Incursori）
- 陸軍第9傘降突擊團（英语：9th Paratroopers Assault Regiment）
- 監獄警察（英语：Polizia Penitenziaria）
- 財政衛隊
- 梵蒂岡憲兵
- 美国国务院駐羅馬大使館

#### 泰國
在2009年11月4日至5日，泰國國防和安全2009期間，卡拉卡爾向當地範圍以內的武裝部隊、執法部門和國際實戰射擊聯盟射手們舉行了展示活動，對各種型號進行了測試和評估。

#### 法國
2009年11月18日和19日，卡拉卡爾在米蘭2009巴黎展覽期間舉行了舉行了展示活動。來自法國警察及其戰術單位、瑞士警察、德國警察、北約部隊和歐盟外交安全機構的一批代表出席了對卡拉卡爾系列產品的簡介。
卡拉卡爾為專業媒體和法國執法社區成員提供了40支手槍和無限量的彈藥，以便在伊西萊穆利諾附近的射擊場進行測試。

#### 美國
卡拉卡爾美國分公司是卡拉卡爾國際公司的子公司，是卡拉卡爾目前在美國的產品獨家進口商和生產商。卡拉卡爾的產品以前是由田纳西州諾克斯維爾的德國武器工廠（Waffen Werks）和亚拉巴马州特魯斯維爾的施泰尔武器公司所進口。

## 設計細節

### 功能
卡拉卡爾是一款完全雙手靈巧的聚合物底把手槍，具有符合人體工程學設計的握把；具有圓形渡過的握把底部，而且握把的角度為111°。底把底部前端的邊緣有著用於安裝戰術附件的安裝支架或導軌接口系統。該手槍套筒輪廓設計較低，使得該手槍的槍管軸線靠近射手的手，而且以該槍射擊時更為舒適，以減少槍口上揚和可讓射手在快速射擊序列中更快地恢復至可瞄準目標的狀態。從手槍槍管中心軸線到握把頂部之間的距離僅為18毫米（0.71英寸）。這種低中軸線原理亦可在格洛克手槍系列、斯太爾M系列以及後來研發的阿森納槍械Strike One手槍以上發現。
金屬製套筒導軌被設計為盡可能的長度，藉由減少在發射的過程當中握把底把的扭转和屈曲，以促進其穩定性；而且套筒和握把底把之間的緊密配合，可在兩件部件之間產生大量直接性的機械相互作用。此外，導軌作為底把當中承載所有內部構件的分組件的一部分，這使得組裝以組成機構或拆卸以維修和更換都更為容易。
該手槍具有獲得完全支撐的膛室，固定機械瞄具採用了對比度增強的快瞄佈局特徵，而前方的片狀準星亦可以調整風偏。而不可調整的缺口式照門元件是撞針部件的組成部分，只能藉由更換整個撞針部件以作出轉換。2017年推出的增強F型手槍則具有非整體燕尾槽式照門組件。這些手槍可以裝上多種顏色與眾不同（黑色、灰色、綠色、藍色和橙色）的握把鑲片，這可用於識別用途。這些握把鑲片無法用以調整握把尺寸。
金屬部件採用了專利的“Plasox”等離子氮化技術，採用封閉式後氧化表面處理，可生成耐侵蝕性環境條件的保護塗層。生產商聲稱，這種專利的保護層方法相對的比較環保，非常耐用，並可有能地防止生鏽出現。美國生產的增強F型的金屬部件則是採用QPQ鹽浴滲氮工藝。
然而，也有採用光亮金屬套筒的雙色型卡拉卡爾手槍，並未具有“Plasox”等離子氮化表面處理。
根據生產商的說法，這些手槍是由28個零部件所組成，可以互換，以便於生產和維護。該槍以上的一根分解桿可以讓使用者在無需工具的情況下拆卸手槍。
該手槍配有兩個彈匣和一本用戶使用手冊，包裝在一個塑料手提槍盒以內。

### 操作機構
卡拉卡爾是一把撞針擊發式半自動手槍，這意味著扳機系統是擊錘內置式純雙動操作型。在照門下方的待擊指示器可以看見和觸摸以確定手槍是否處於待擊並準備開火。扳機行程為8毫米（0.31英寸），而扳機扣力為22牛顿（4.9磅力）。

### 保險
該手槍具有三重保險系統可防止武器意外擊發（走火），並由三個獨立的保險機構：外部整體式扳機保險和兩個自動內部保險裝置—撞針保險和防掉落保險所組成。
手槍在膛室、以至套筒拋殼口後部裝有上膛指示器，在膛室內裝彈的時候會向前突出並且顯示紅色標記，這使得射手無需稍拉動套筒而從膛室的頂部看出膛內是否有彈。

### 供彈
雙排式彈匣是由靈巧的彈匣釋放按鈕所拆卸以後釋放。

### 配件
可供選用的原廠配件包括剛性槍托，一個可安裝在底把底下前部的光學瞄準鏡安裝支架以上的戰術型前握把，在手槍不使用時用作額外的槍械保險的鑰匙上鎖系統，光纖製成的準星插件，“溝槽佈局”式快速瞄準具，自行發光的氚管微光瞄準具，彈匣裝彈器和用於安裝光學瞄準鏡的安裝支架。
桑德羅·阿馬迪尼（Sandro Amadini）為卡拉卡爾手槍設計了一款定制式模塊化槍套。而幽靈國際公司亦已經為卡拉卡爾手槍研製了適應它、而且裝上了該公司的獨特專利級保持系統幽靈安全系統（GSS）的模塊化系統槍套。其創新的幽靈模塊化系統及其各種基板可讓其槍套高位攜帶、中位攜帶、戰術攜帶以及強調隱藏式攜帶，並且補充了卡拉卡爾手槍的品質。

## 衍生型
卡拉卡爾手槍有多種型號可供選擇：

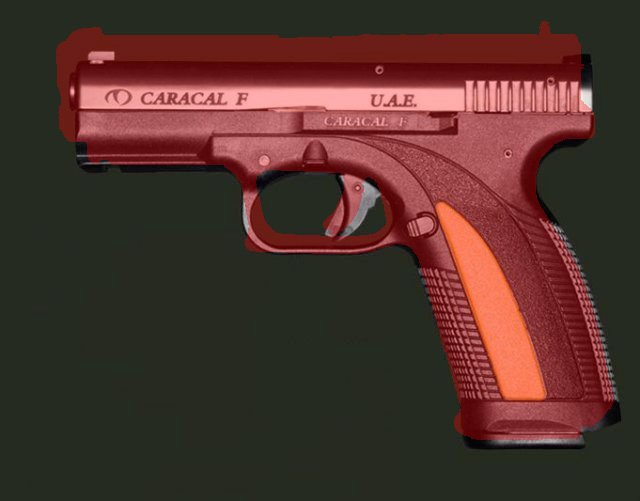
卡拉卡爾F型疊加在HS2000半自動手槍的輪廓以上的比較圖。

- 卡拉卡爾F型（Caracal F）：基本的全尺寸衍生型；原點設計。
- 卡拉卡爾C型（Caracal C）：卡拉卡爾F型的緊湊化（縮短長度和高度）衍生型。
- 卡拉卡爾SC型（Caracal SC）：袖珍型手槍，作為必須隱藏手槍以應對與事務相關的情況的政府專業人員的主要武器，或輔助備用手槍銷售；[1]2015年以後不再發售。
- 卡拉卡爾增強F型（Caracal Enhanced F）：基本的全尺寸衍生型；計劃2017年3月推出，裝有升級的保險系統和其他新功能。

適用於HK MP7系列所使用的4.6×30毫米HK以及FN P90和Five-seveN手槍系列所使用的5.7×28毫米FN等高速彈藥的卡拉卡爾手槍版本目前正在研發中。這可能與鄰國希望採用HK MP7或FN P90等個人防衛武器有關。

## 召回
2013年9月9日，卡拉卡爾生產的所有C型手槍都被召回，當中宣稱：
在全面調查完成以後，卡拉卡爾現在召回在所有市場的所有C型手槍。卡拉卡爾正在啟動這種自發性召回的C型手槍，因為其客戶的安全至關重要。
是次召回受影響的所有C型手槍，包括以下但不限於序列號以下列字母開頭的手槍：HM、AA、AD、AG、CA、CB、CC、CD、CE、CF、CG、CH、CI、 CJ、CK、CL、CM、CN、CP、CR和CS。
如果您擁有或使用卡拉卡爾C型手槍， 請勿裝填或擊發手槍。 請立即聯繫卡拉卡爾客戶服務部門以安排送回您的C型手槍。卡拉卡爾將為您提供所購入的卡拉卡爾C型手槍的購買價格全額退款或其他卡拉卡爾產品的代金券。不幸的是，潛在的安全問題無法通過修復C型手槍解決，而所有C型手槍必須退還退款。
2016年10月，美國卡拉卡爾分公司宣布，他們將使用經過重新設計的扳機保險裝置、扳機桿、擊鐵組件升級的F型手槍取代召回的手槍。

## 使用國
- 阿尔及利亚：
  - 阿爾及利亞軍隊（英语：Algerian People's National Armed Forces）
  - 特別干預組（GIS）
  - 國家安全總局（英语：Algerian police）
- 巴林：購入數量為5,000把。[3]
- 德国
- 義大利
- 约旦：[25]
  - 約旦軍隊
  - 約旦執法機關（英语：Law enforcement in Jordan）
- 利比亞：利比亚國軍
- 阿联酋：[26]
  - 阿拉伯联合酋长国军队
  - 迪拜警察部隊（英语：Dubai Police Force）

## 流行文化

### 电子遊戲
- 2013年—：命名為「F40」。

## 圖集

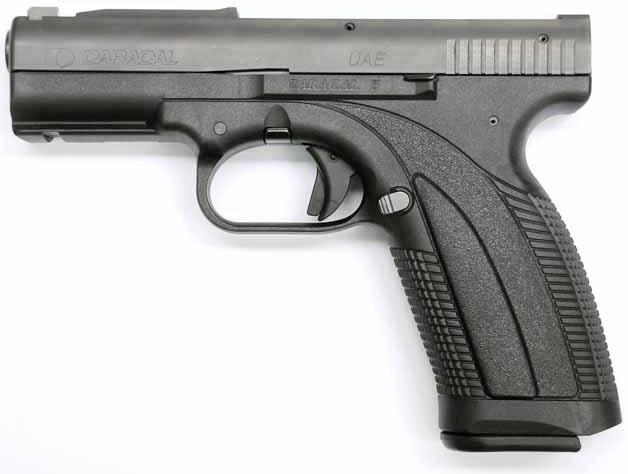
裝上了“溝槽佈局”式快速瞄準具的卡拉卡爾F型全尺寸手槍。
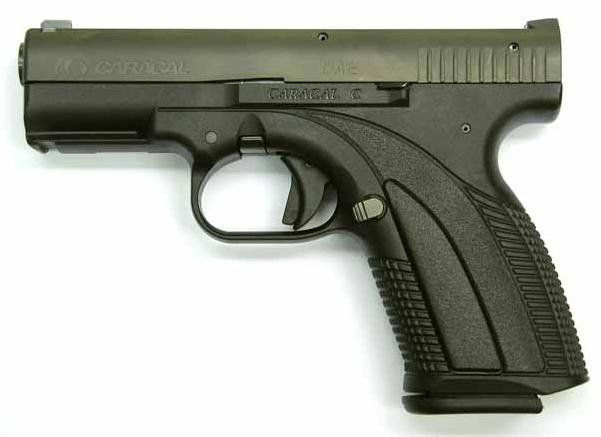
裝上了標準瞄準具的卡拉卡爾C型緊湊型手槍。
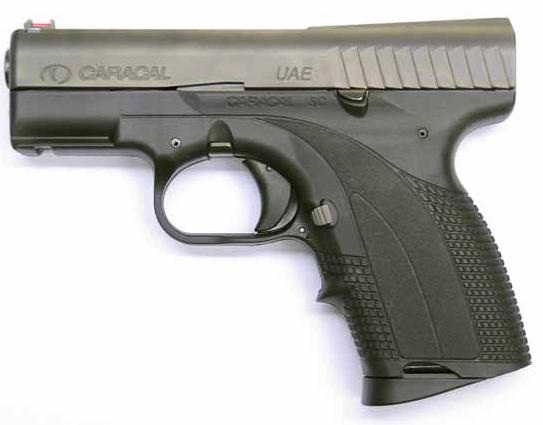
裝上了光纖準星插件和用作延長握把的彈匣手指托架的卡拉卡爾SC型袖珍型手槍。
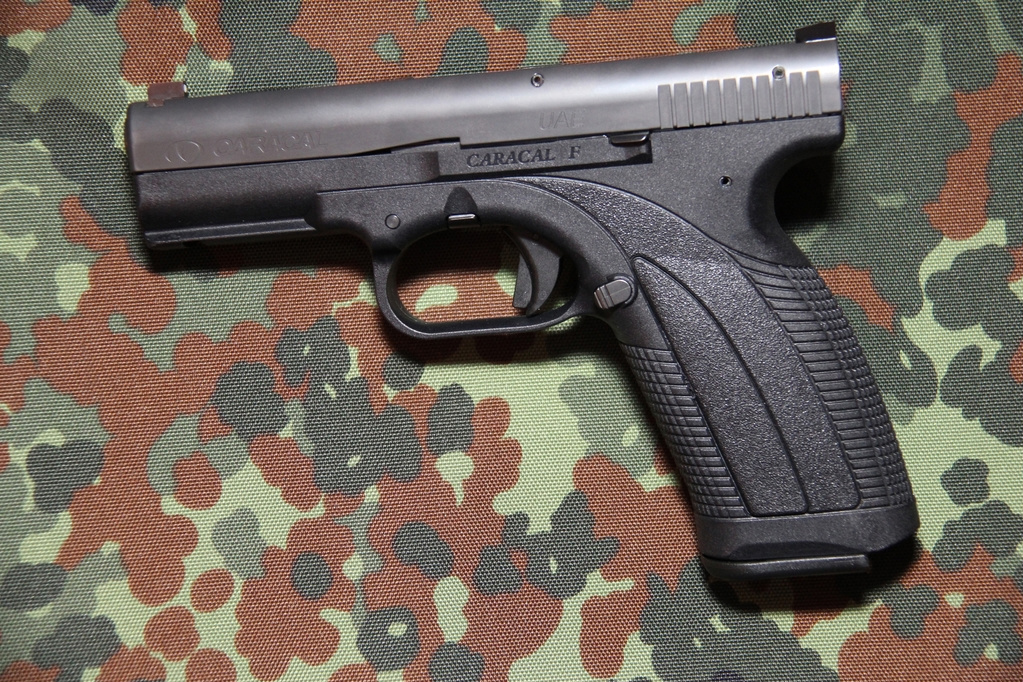
卡拉卡爾F型全尺寸手槍，阿拉伯聯合酋長國生產的制式手槍，9×19毫米口徑，標準瞄準具。
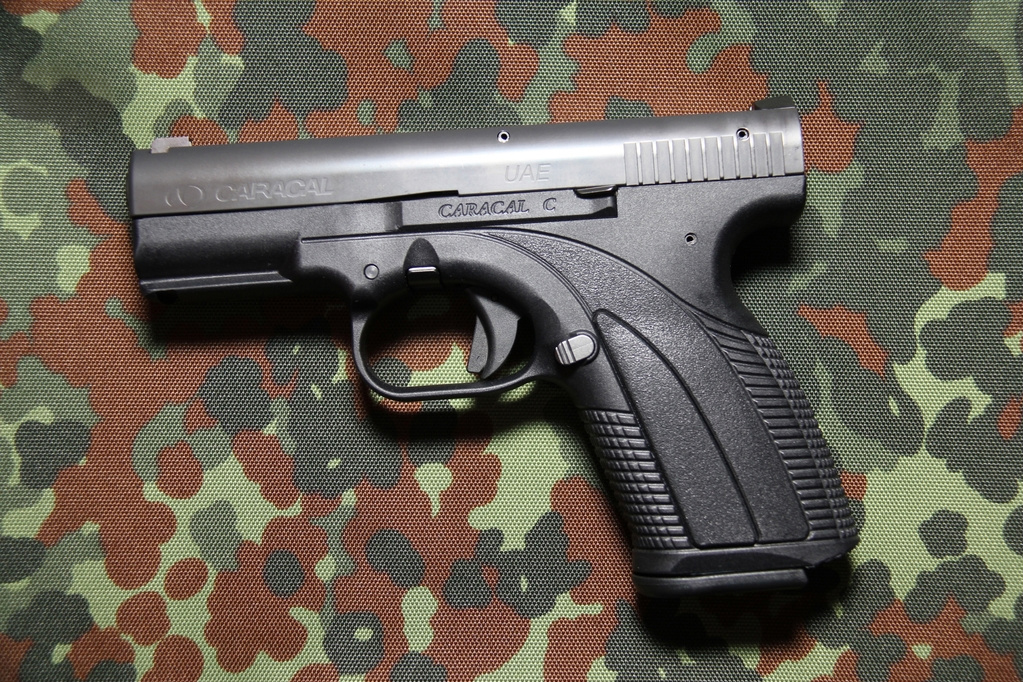
卡拉卡爾C型緊湊型手槍，阿拉伯聯合酋長國生產的手槍，9×19毫米口徑，標準瞄準具。
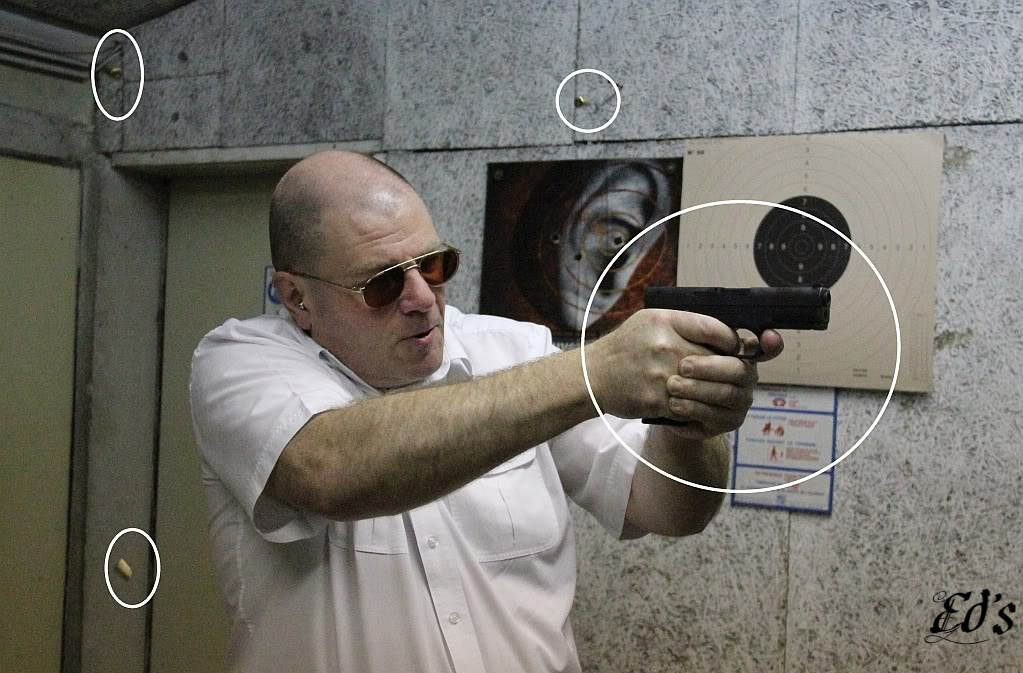
卡拉卡爾F型手槍，在快速射擊序列中控制後續射擊。
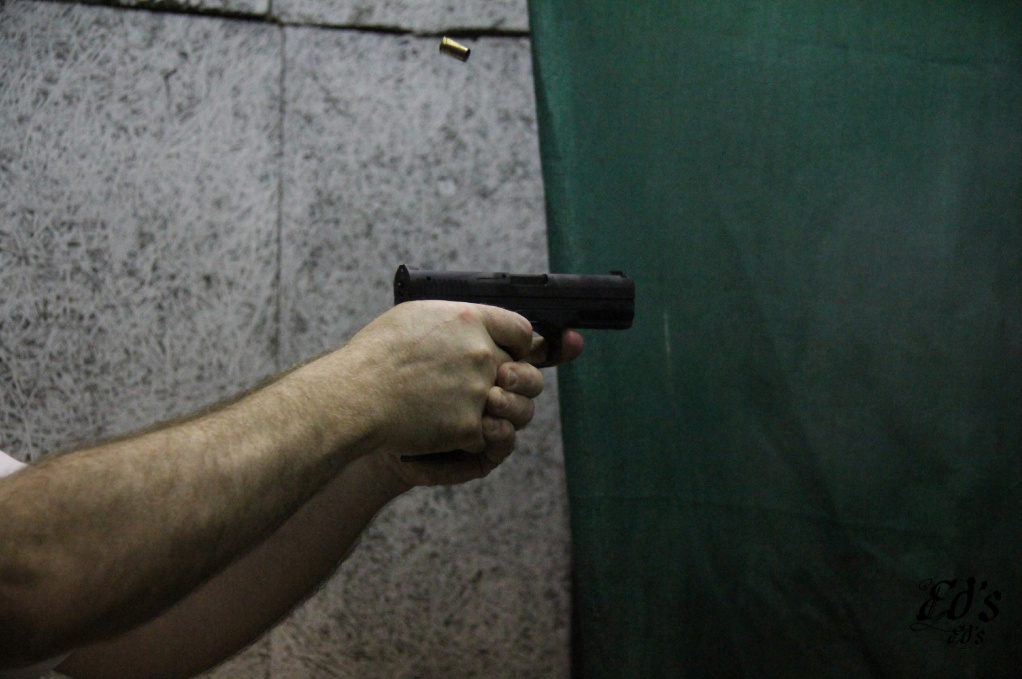
卡拉卡爾F型手槍的低中軸線（英语：Bore-axis）原理有助於減少射擊時槍口上揚（英语：Muzzle rise）。
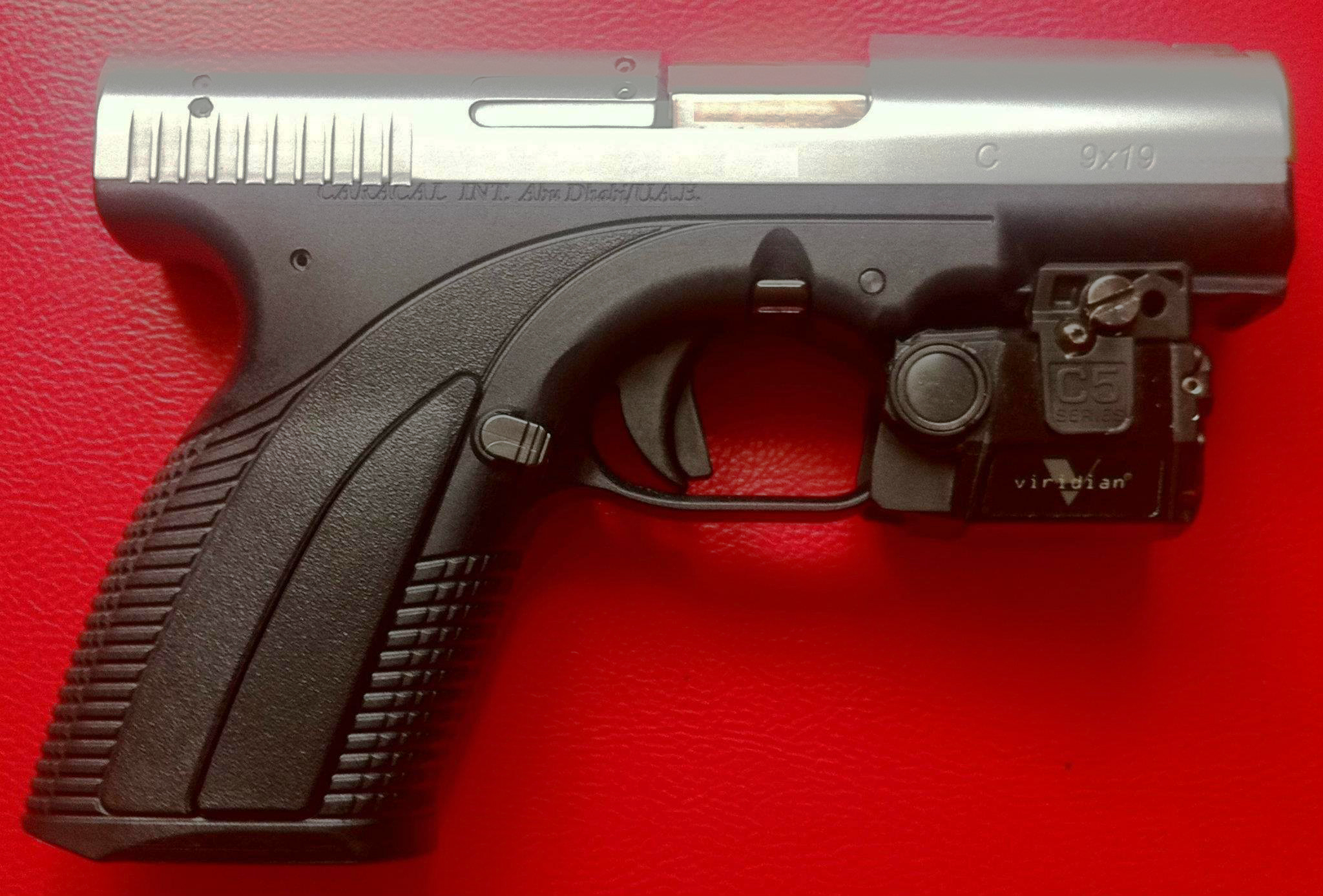
裝上了鉻綠線C5L白色戰術燈／雷射瞄準器組件的定制雙色型卡拉卡爾C型手槍。
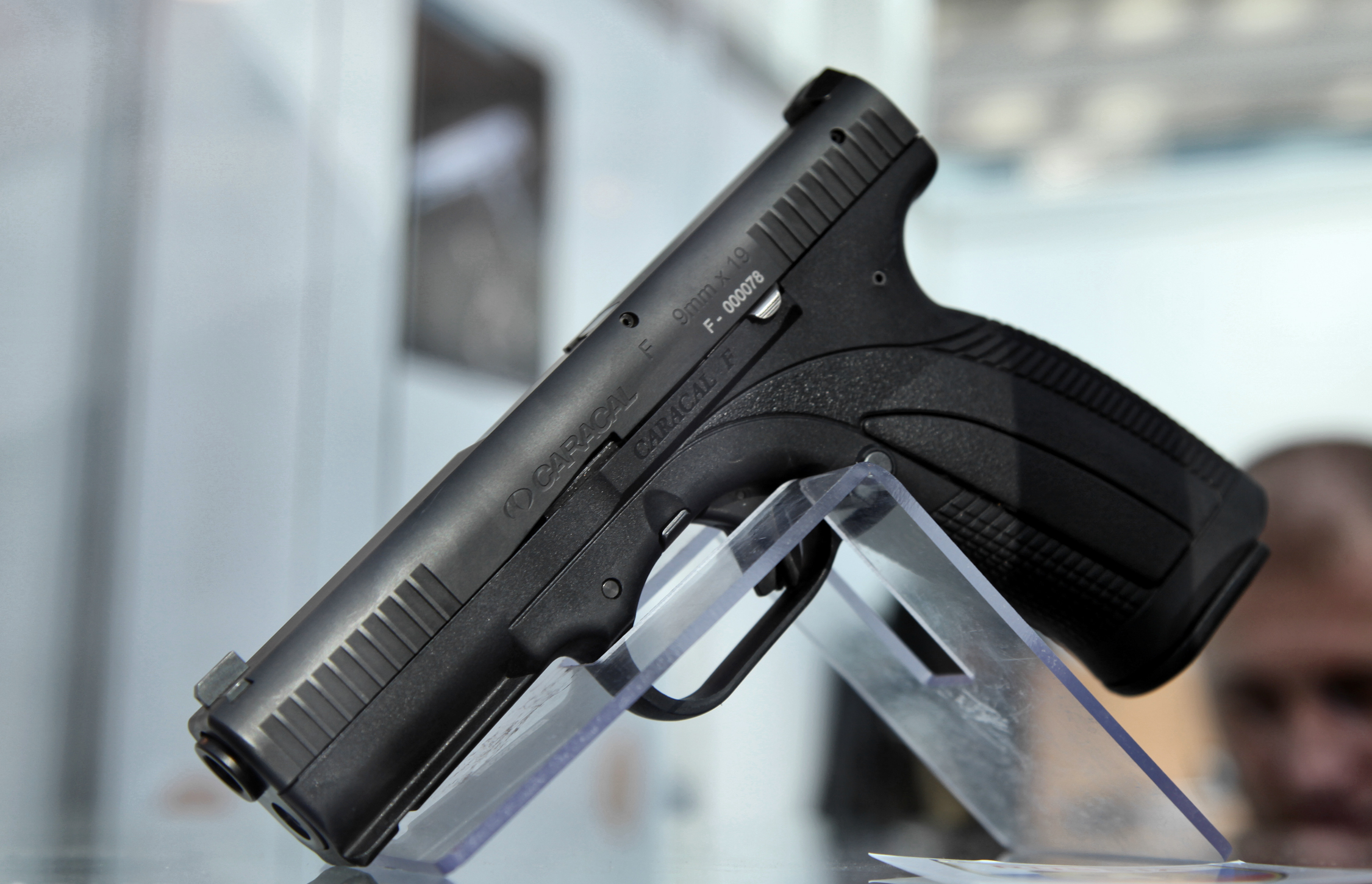
2012年武器及狩獵展（ARMS & Hunting 2012 exhibition）上展出的卡拉卡爾F型手槍

## 資料來源
1. 1 2 3 4 5 6  .   [2014-11-24]. （原始内容存档于2015-02-05）.
2. ↑  .   [2014-11-24]. （原始内容存档于2018-04-15）.
3. 1 2  .   [2014-11-24]. （原始内容存档于2015-05-07）.
4. 1 2 3  .   [2018-04-14]. （原始内容存档于2008-12-03）.
5. ↑  .   [2014-11-24]. （原始内容存档于2015-04-30）.
6. ↑  .   [2014-11-24]. （原始内容存档于2015-02-15）.
7. ↑  Price list for Caracal pistols on the FRATELLI TANFOGLIO S.N.C. online catalogue[永久]
8. ↑  .   [2014-11-24]. （原始内容存档于2009-02-27）.
9. ↑  .   [2014-11-24]. （原始内容存档于2013-10-07）.
10. ↑  .   [2014-11-24]. （原始内容存档于2014-12-01）.
11. ↑  . Guns.com.   [2014-11-24]. （原始内容存档于2014-09-19）.
12. ↑  .   [2018-04-14]. （原始内容存档于2017-02-02）.
13. ↑  .   [2018-04-14]. （原始内容存档于2017-02-02）.
14. ↑  .   [2018-04-14]. （原始内容存档于2017-02-02）.
15. 1 2  .   [2014-11-24]. （原始内容存档于2009-04-23）.
16. 1 2 3 4   (PDF).   [2018-04-14]. （原始内容 (PDF)存档于2008-12-03）.
17. 1 2 3 4   (PDF).   [2018-04-14]. （原始内容 (PDF)存档于2013-12-27）.
18. ↑  .   [2018-04-14]. （原始内容存档于2009-06-09）.
19. ↑   (PDF).   [2018-04-14]. （原始内容 (PDF)存档于2011-08-14）.
20. ↑  .   [2018-04-14]. （原始内容存档于2017-02-02）.
21. ↑  .   [2018-04-14]. （原始内容存档于2012-04-25）.
22. ↑   (PDF).   [2013-09-10]. （原始内容 (PDF)存档于2013-10-08）.
23. ↑  . Guns Save Lives.   [2014-11-24]. （原始内容存档于2014-11-29）.
24. ↑  .   [2018-04-14]. （原始内容存档于2017-02-02）.
25. ↑  Gale, Ivan. . The National newspaper. 2008-07-01  [2010-06-21]. （原始内容存档于2016-03-04）.
26. ↑  Kemp, Ian. . Asian Military Review. December 2008  [2009-10-01]. （原始内容 (PDF)存档于2013-09-28）.

## 外部連結
- （英文）—Caracal International LLC.
- （英文）—Caracal Consulting Pictures, videos, information